# Ammochloa
Ammochloa is een geslacht uit de grassenfamilie (Poaceae). De soorten van dit geslacht komen voor in Afrika, Azië en Europa.

## Soorten
Van het geslacht zijn de volgende soorten bekend:
- Ammochloa involucrata
- Ammochloa palaestina
- Ammochloa pungens
- Ammochloa subacaulis
- Ammochloa unispiculata